# Az utolsó budai basa (elbeszélés)
Az utolsó budai basa Jókai Mór 1859-ben írt elbeszélése. Először folytatásokban a  Vasárnapi Ujságban jelent meg 1859. augusztus 7-től december 25-ig. Később 1860-ban a négy kötetben kiadott Szegény gazdagok regényben.

## Történet
|  | Alább a cselekmény részletei következnek! |

1685-ben a török történetírók által az oszmán birodalom városai között rang szerint a tizedik legfontosabb településen, Buda várában Abdurrahmán basának, Petneházy jelenlétében a tudós főimám, Ihánzádé Mehemed megjósolta a jövőt egy varázsgömb segítségével. Az imám Buda eljövendő elestéről beszélt, sőt azt is elmondta, hogy Petneházy tűzi ki elsőnek a magyar zászlót a várra. A kuruc tiszt hűséges szövetségese a törököknek, szerelmes a pasa lányába, kellemetlenül érintették Ihánzádé szavai. A pasa megnyugtatta Petneházyt, hogy megbízik benne, az édes fiának tartja, még a fejét is rá bízná alvás közben. Mátyás király korábbi könyvtárában a kuruc tisztnek a főimám később azt is elmondta, hogy a váradi pasa négy nappal ezelőtt elfogatta Thököly Imrét, a kurucoknak menekülniük kell a törököktől. A fiatal kuruc bizonytalanná vált, további aggasztó híreket kapott, ám a pasa lánya iránti érzelme visszatartotta a szökéstől. Telli elárult egy titkot Petneházynak, hogy két nap múlva egy kinevezési okmányt kap majd a Portától: Thököly helyére szánják. Azt is elmondta, hogy az apja támogatja az egybekelésüket. Az imám valójában Gábriel Péter barát, aki a várba azért érkezett, hogy annak gyenge pontjait kikutassa, és továbbítsa az információkat a keresztény sereg vezetőinek. Rádöbbentette Petneházyt a pasa és a lánya csalárdságára, felfedte a magyar férfi előtt az igazságot.
A szökésük után Petneházy hadnagyot Lotaringiai Károly örömmel fogadta, és kinevezte ezredesnek, megbízta, hogy Komáromban a megyékből odaérkező lovasbandériumokat szervezze meg. Itt Mansfeld báró házában kapott elszállásolást és szíves vendéglátást. A báró feleségében ráismert korábbi jegyese, Kanizsay Borbála anyjára, az asszony közben megözvegyült, és újból férjhez ment. Borbála németté lett, kérője is akadt: Funkensteini Funk lovag személyében. Mansfeld nem akart a két udvarló között vérontást, ezért azt határozta, hogy azé legyen a lány, aki Buda váránál kettőjük közül előbb lesz fent az ostromlott várfokon.
A véres ostromot a magyar sereg mellett 22 nemzet szövetséges katonája vívta a várban lévő 16 ezer török katona ellen. Három hónapos ostrom után sikerült visszafoglalni Budát, a várat védő Abdurrahmán pasa a végsőkig, 1686. szeptember 2-ig kitartott. Szulejmán nagyvezír felmentő próbálkozásai kudarcot vallottak. A sors beteljesedett, a zászlót elsőnek Petneházy tűzte ki a vár fokára, aki a harcban a magyar hajdúkat vezette. Az ostrom után a kuruc főtiszt újabb csatában vitézkedett a törökök ellen, de az irigye ármánykodása miatt ő sem kerülhette el a végzetét.
|  | Itt a vége a cselekmény részletezésének! |

## Szereplők
- Abdurrahmán basa, a Budai vilajet utolsó helytartója
- Telli, a basa lánya
- Ihánzádé Mehemed, jövendőmondó dervis, korábbi jeruzsálemi főimám
- Petneházy Dávid, kuruc kapitány, majd ezredes
- Ozmán bég, a mutefellikák agája
- Sejtán bég
- Ahmed, teszkeredzsi[4]
- piláfárus
- mutefellikák[5]
- Kanizsay Borbála
- Kanizsay Borbála anyja
- Lotaringiai Károly
- Tüzes Gábor (Gábor barát)
- báró Mansfeld, a hadmérnökök főnöke
- Funkensteini Funk Konrád lovag
- Heiszler tábornok